# Elwood Mead

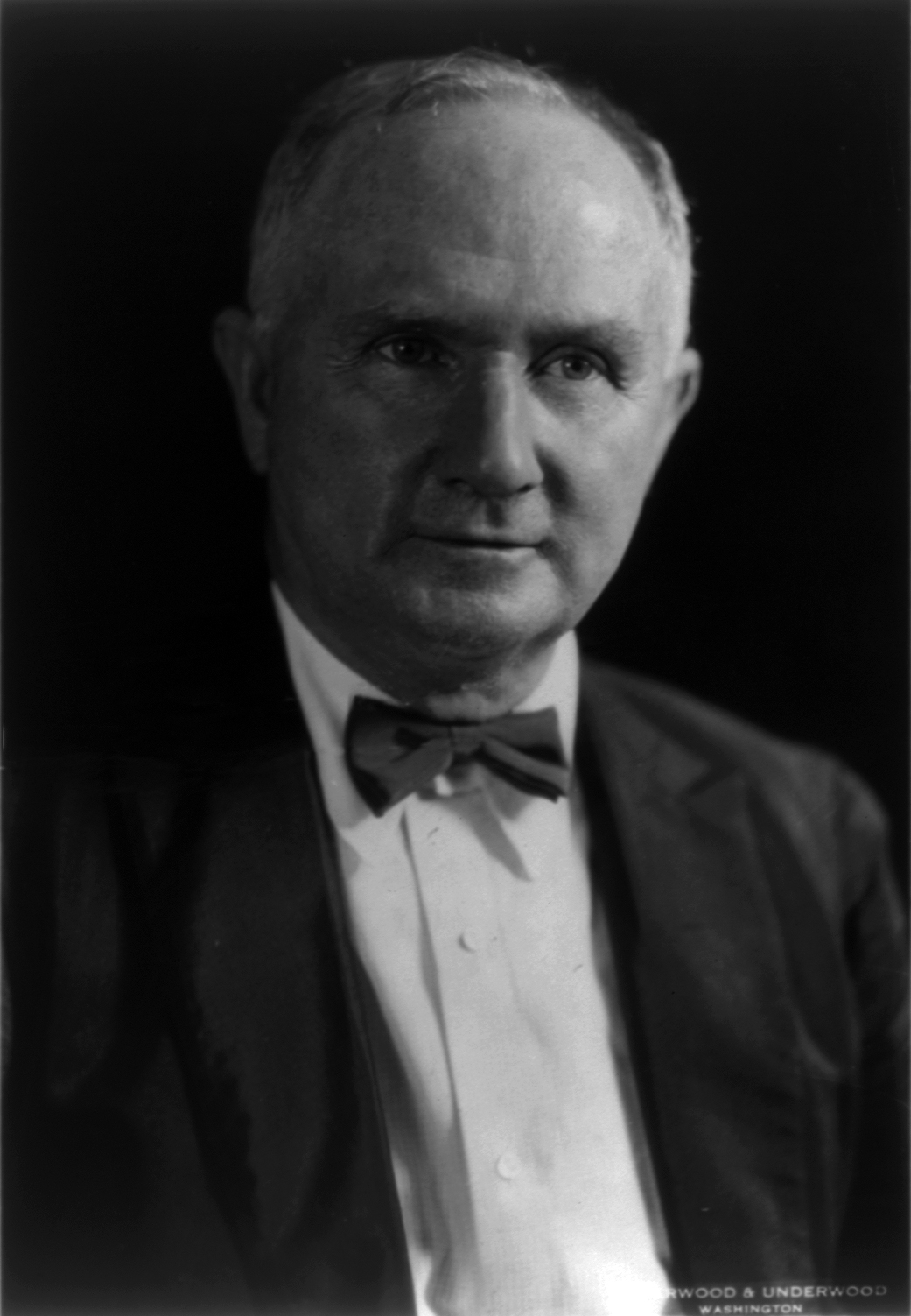
Elwood Mead in 1928

Elwood Mead (Patriot, Indiana, 16 januari 1858 - Washington D.C., 26 januari 1936) was een Amerikaanse professor, politicus en ingenieur, bekend van zijn werk bij het United States Bureau of Reclamation dat hij leidde van 1924 tot zijn dood in 1936. Tijdens zijn ambtstermijn hield hij toezicht op enkele van de meest complexe projecten die het Bureau of Reclamation heeft ondernomen. Deze omvatten de stuwdammen Hoover, Grand Coulee en Owyhee.

## Levensloop
Mead behaalde een Bachelor of Science aan Purdue University. In 1882 studeerde hij af waarna hij zeven maanden werkte bij het U.S. Army Corps of Engineers om vervolgens in Fort Collins een positie te aanvaarden aan het Colorado Agricultural College als docent wiskunde. Hij werkte er als eerste in de Verenigde Staten een cursus water- en irrigatiebeheer uit. Hij nam posities op aan de Colorado State Engineer's Office, als territorial and state engineer of Wyoming en als head of irrigation investigations voor het United States Department of Agriculture. Van 1907 tot 1911 (of 1915) emigreerde hij om de State Rivers and Water Supply Commission van Victoria, Australië voor te zitten. Hij keerde terug naar de VS voor een lesopdracht aan de University of California en het voorzitterschap van de California Land Settlement Board. In 1924 werd hij door het kabinet van president Calvin Coolidge aangezocht om het United States Bureau of Reclamation te leiden.
Het stuwmeer Lake Mead achter de Hooverdam werd als eerbetoon naar hem vernoemd.
- Australian Dictionary of Biography: mead-elwood-7543
- Gemeinsame Normdatei: 1297358651
- International Standard Name Identifier: 0000 0000 8242 2303
- Library of Congress Control Number: n92023402
- National Archives and Records Administration: 39054174
- Nationale Bibliotheek van Israël: 987007271952605171
- SNAC: w6640mmk
- Système universitaire de documentation: 143375474
- Trove: 919011
- Virtual International Authority File: 58269055
- WorldCat: E39PBJmDrtKvrJ6CpHRMFRkVYP